# يوناس أولسون

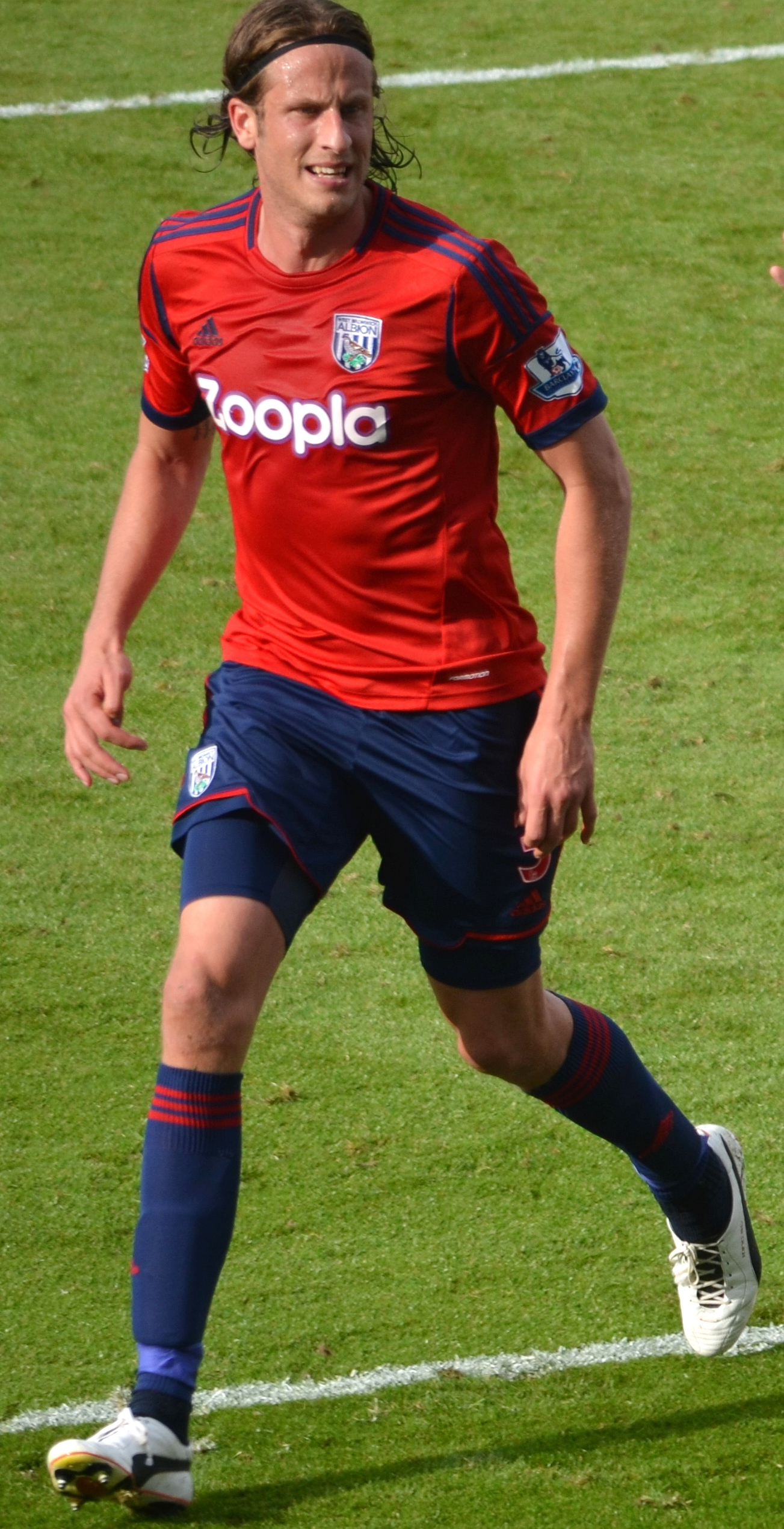

يوناس أولسون (بالسويدية: Jonas Olsson) (مواليد 10 مارس 1983 في لاندسكرونا، السويد) لاعب كرة قدم سويدي يجيد اللعب في مركز قلب الدفاع ويلعب حاليا في ويست بروميتش ألبيون الإنجليزي منذ 2008.

## مسيرته الكروية
لعب يوناس أولسون خلال مسيرته الاحترافية مع 5 أندية في تسعة عشر موسمًا وسجل خلالها 21 هدفًا ضمن 440 مباراة. حيث فاز في موسمًا واحدًا بالكأس ولم يفز بأي دوري.
خاض يوناس أولسون مسيرته مع نادي لاندسكرونا ‏ في موسم 2002 ليلعب معه أربعة مواسم، مشاركًا في 56 مباراة سجل خلالها هدفًا واحدًا. ثم انتقل إلى نادي إن إي سي نيميخن في موسم 2005–06 واستمر معه طيلة ثلاثة مواسم، حيث شارك في 93 مباراة سجل خلالها 5 أهداف. لينتقل بعدها إلى نادي وست بروميتش ألبيون في موسم 2008–09 ليلعب معه تسعة مواسم، مشاركًا في 244 مباراة سجل خلالها 12 هدفًا. ثم انتقل إلى نادي يورغوردينس في عامي 2017-2019 ولمدة موسمين، مشاركًا في 41 مباراة سجل خلالها 3 أهداف. هذا وانتقل لاحقًا إلى نادي ويغان أتلتيك في موسم 2018–19 لمدة موسم واحد، مشاركًا في 6 مباريات ولم يسجل أي هدف.

## روابط خارجية
- يوناس أولسون على موقع الاتحاد الدولي (مؤرشف)  (الإنجليزية)
- يوناس أولسون على موقع الاتحاد الأوربي (الإنجليزية)
- يوناس أولسون على موقع قاعدة بيانات كرة القدم.إي يو (الإنجليزية)
- يوناس أولسون على موقع ناشيونال فوتبول تيمز (الإنجليزية)
- يوناس أولسون على موقع Soccerbase.com (لاعب) (الإنجليزية)
- يوناس أولسون على موقع Soccerway.com (الإنجليزية)
- يوناس أولسون على موقع عالم كرة القدم.نت (الإنجليزية)